# Liste der Einträge im National Register of Historic Places im Franklin County (Arkansas)
Die Liste der Registered Historic Places im Franklin County führt alle Bauwerke und historischen Stätten im Franklin County in Arkansas auf, die in das National Register of Historic Places aufgenommen wurden.

## Aktuelle Einträge
| Lfd. Nr. | Name                                                                   | Bild | Datum der Eintragung | Adresse/Lage                                                    | Ort           | ID-Nr.   | Beschreibung |
| -------- | ---------------------------------------------------------------------- | ---- | -------------------- | --------------------------------------------------------------- | ------------- | -------- | ------------ |
| 1        | Altus Well Shed-Gazebo                                                 |      | 12. Sep. 1996        | Jct. of N. Franklin and E. Main Sts., NW corner                 | Altus         | 96001005 |              |
| 2        | Bristow Hotel                                                          |      | 18. Feb. 1999        | 112 S. 2nd St.                                                  | Ozark         | 99000225 |              |
| 3        | Center Cross School                                                    |      | 8. Okt. 1992         | Co. Rd. 95, W of Altus                                          | Altus         | 92001351 |              |
| 4        | Charleston Commercial Historic District                                |      | 29. Mai 2008         | Main St. roughly from AR 217 to Tilden St.                      | Charleston    | 08000462 |              |
| 5        | First Methodist Episcopal Church, South                                |      | 4. Sep. 1992         | 503 W. Commercial St.                                           | Ozark         | 92001154 |              |
| 6        | Franklin County Courthouse                                             |      | 22. Sep. 1995        | 211 W. Commercial St.                                           | Ozark         | 95001123 |              |
| 7        | Franklin County Courthouse, Southern District                          |      | 18. Okt. 1976        | AR 22                                                           | Charleston    | 76000407 |              |
| 8        | Franklin County Jail                                                   |      | 23. Juni 1982        | 3rd and River Sts.                                              | Ozark         | 82002114 |              |
| 9        | German-American Bank                                                   |      | 13. Sep. 1990        | Jct. of Franklin and Main Sts.                                  | Altus         | 90001448 |              |
| 10       | Gray Spring Recreation Area-Forest Service Road 1003 Historic District |      | 11. Sep. 1995        | Forest Service Rd. 1003, Ozark-St. Francis NF                   | Cass          | 94001616 |              |
| 11       | Johnson County Line-Ozark-Crawford County Line Road, Altus Segment     |      | 24. Feb. 2010        | Connector Rd. between Robin Way and Pierce Rd.                  | Altus         | 10000033 |              |
| 12       | Missouri-Pacific Depot-Altus                                           |      | 8. Juli 1992         | AR 64                                                           | Altus         | 92000597 |              |
| 13       | Missouri-Pacific Depot-Ozark                                           |      | 11. Juni 1992        | S of jct. of River and First Sts.                               | Ozark         | 92000598 |              |
| 14       | Mulberry River Bridge                                                  |      | 24. Jan. 2007        | AR 23                                                           | Turner’s Bend | 06001275 |              |
| 15       | O’Kane-Jacobs House                                                    |      | 14. Mai 1991         | Rossville Rd.                                                   | Altus         | 91000585 |              |
| 16       | Our Lady of Perpetual Help Church                                      |      | 3. Mai 1976          | N of Altus                                                      | Altus         | 76000406 |              |
| 17       | Ozark Courthouse Square Historic District                              |      | 27. Dez. 2002        | Roughly W. Commercial, W. Main, 2nd and 3rd St., Courthouse Sq. | Ozark         | 02001599 |              |
| 18       | Shelton-Rich Farmstead                                                 |      | 20. Nov. 1989        | Address Restricted                                              | Webb City     | 89001423 |              |
| 19       | Singleton Family Cemetery                                              |      | 28. Sep. 2005        | AR 22                                                           | Charleston    | 05001074 |              |
| 20       | Merle Whitman Tourist Cabin                                            |      | 8. Nov. 2006         | 200 N. Bell St.                                                 | Ozark         | 06000980 |              |
| 21       | Wiederkehr Wine Cellar                                                 |      | 2. Mai 1977          | N of Altus at St. Mary’s Mountain                               | Altus         | 77000252 |              |